# Chanpeng Nontasin
Chanpeng Nontasin (em tailandês:  จันทร์เพ็ง นนทะสิน; nascida em 9 de outubro de 1984) é uma ciclista tailandesa. Representou sua nação nos Jogos Olímpicos de Verão de 2008, na prova de corrida em estrada.